# Гардвік Тауншип (Нью-Джерсі)
Гардвік Тауншип (англ. Hardwick Township) — селище (англ. township) в США, в окрузі Воррен штату Нью-Джерсі. Населення — 1598 осіб (2020).

## Демографія
Згідно з переписом 2010 року, у селищі мешкало 1696 осіб у 573 домогосподарствах у складі 453 родин. Було 619 помешкань
Расовий склад населення:
| - 97,0 % — білих - 0,9 % — чорних або афроамериканців - 0,6 % — азіатів |

До двох чи більше рас належало 0,7 %. Частка іспаномовних становила 4,0 % від усіх жителів.
За віковим діапазоном населення розподілялося таким чином: 24,8 % — особи молодші 18 років, 62,6 % — особи у віці 18—64 років, 12,6 % — особи у віці 65 років та старші. Медіана віку мешканця становила 43,8 року. На 100 осіб жіночої статі у селищі припадало 95,6 чоловіків;  на 100 жінок у віці від 18 років та старших — 92,3 чоловіків також старших 18 років.
Середній дохід на одне домашнє господарство  становив 115 667 доларів США (медіана — 105 556), а середній дохід на одну сім'ю — 122 062 долари (медіана — 108 393). Медіана доходів становила 79 250 доларів для чоловіків та 54 583 долари для жінок. За межею бідності перебувало 6,0 % осіб, у тому числі 4,1 % дітей у віці до 18 років та 1,3 % осіб у віці 65 років та старших.
Цивільне працевлаштоване населення становило 729 осіб. Основні галузі зайнятості: освіта, охорона здоров'я та соціальна допомога — 18,8 %, науковці, спеціалісти, менеджери — 12,8 %, виробництво — 10,7 %, будівництво — 9,1 %.